# John Kenneth Galbraith
John Kenneth Galbraith (15. října 1908, Iona Station, Ontario – 29. dubna 2006, Cambridge, Massachusetts) byl vlivný kanadsko-americký ekonom, harvardský profesor, spisovatel, veřejný intelektuál, ekonomický popularizátor, prezidentský poradce a velvyslanec USA v Indii.
V ekonomii je řazen mezi post-keynesiánce a institucionální ekonomy. Politicky patřil k představitelům sociálního liberalismu. Jako aktivní člen Demokratické strany USA působil v administrativách prezidenta F. D. Roosevelta, H. Trumana, Johna F. Kennedyho a L. B. Johnsona a významně se podílel na tvorbě
hospodářské politiky USA druhé poloviny 20. století.
Během svého života napsal více než 30 knih, z nichž několik se stalo svého času ekonomickými bestsellery, a cca 390 odborných článků.
Jeho knihy jsou napsány populárním, netechnickým stylem, srozumitelném i laikovi.
Nejznámější je trilogie Americký kapitalismus (1952), Společnost hojnosti (1958) a Nový industriální stát (1967). Galbraith je také autorem několika významných ekonomických konceptů, např. teorie vyvažující síly, teorie konvergence ad. Mimo jiné zpopularizoval termíny „technostruktura“ či „konvenční moudrost“. Za rozhodující faktor ekonomického vývoje považoval technologický pokrok.
Ačkoli se sám za institucionalistu nepovažoval, v jeho díle je patrný vliv Thorsteina Veblena, zakladatele amerického institucionalismu. Spojuje je mimo jiné velmi sarkastická kritika soudobého kapitalismu. Galbraith byl také velkým kritikem mainstreamové, tj. neoklasické ekonomie, kterou nazýval blackboard economics. Obviňoval své kolegy z konvenční moudrosti, která nepřipouští originální myšlenky a neodpovídá na problémy své doby.
Ve 30. letech proto plně přijal učení J. M. Keynese, které bylo v té době velmi revoluční. Zastával mnoho kontroverzních názorů, co se týče reklamy, plánovaného hospodářství či regulace cen. Mnohé ze svých názorů však postupem času mírnil.
V Československu byl Galbraith známý v 60. letech díky své knize Nový industriální stát, ve které rozvinul tzv. teorii konvergence. Ta předpovídala postupné sbližování centrálně plánovaných ekonomik východního bloku a západních tržních ekonomik. Přestože se tato teorie historickým vývojem nepotvrdila, stala se předmětem zájmu reformních ekonomů Ekonomického ústavu ČSAV v období pražského jara.

## Život a dílo

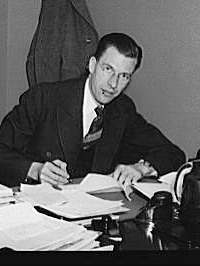
Galbraith v roce 1944 ve své kanceláři v Úřadu pro cenovou kontrolu.

John Kenneth Galbraith se narodil 15. října 1908 ve venkovské osadě Iona Station v jižním Ontariu. Otec Archie Galbraith byl místní farmář a aktivní komunální politik za Ontarijskou liberální stranu. Na podzim roku 1926 byl John Kenneth zapsán na Ontario Agricultural College, dnes University of Guelph, kde studoval ekonomii zemědělství. Ph.D. získal na Kalifornské univerzitě v Berkeley za obhajobu práce California County Expenditures (Výdaje kalifornských okresů). V roce 1934 dostal nabídku asistenta na Harvardu, kterou, převážně z finančních důvodů, přijal. Na Harvardu se začal Galbraith politicky angažovat a sbírat cenné kontakty. V roce 1937 se seznámil s Johnem F. Kennedym. Ve stejném roce také získal americké občanství a oženil se s Catherine Merriam Atwater známou jako Kitty. Po svatbě novomanželé odcestovali do Anglie, kde Galbraith navštěvoval přednášky F. A. Hayeka na London School of Economics. Po návratu zpět do USA byl pověřen vedením komise pro posouzení programů veřejných prací New Dealu.
V roce 1938 často cestoval do Washingtonu a poprvé se setkal s F. D. Rooseveltem. Do roku 1941 byl Galbraith členem týmu v Bílém domě, který měl na starost psaní proslovů. Po útoku na Pearl Harbor a vstupu USA do války se stává zástupcem ředitele v Úřadu pro kontrolu cen. V letech 1941–1943 tak měl de facto pod kontrolou ceny většiny amerického zboží.
Působení úřadu bylo spojeno s relativním úspěchem a dá se říci, že Galbraith od té doby věřil, že kontrola cen a mezd je řešením inflace. Své zkušenosti později shrnul ve své práci A theory of Price Control (1952). Po válce Galbraith pracoval v magazínu Fortune. V tomto období začal formulovat své názory na dominanci korporací v americké ekonomice a jejich vlivu na společnost. V roce 1952 vydal první ze svých tří nejslavnějších knih, Americký kapitalismus: koncepce vyvažující síly, ve které rozvíjí myšlenku, že odborové organizace se formují jako protipól velkých monopolních výrobců, čímž vyrovnávají v ekonomice poměr sil. Americký kapitalismus tak dosahuje rovnováhy ekonomické, nikoli však společenské. Tuto myšlenku Galbraith rozšířil ve své další knize Společnost hojnosti (1958). Americká společnost je podle něho velice nevyrovnaná, neboť soukromé výdaje vysoce převyšují výdaje veřejné. Na jedné straně domácnosti nakupují čím dál zbytečnější produkty pod tlakem výrobců, kteří musí investovat do reklamy za cílem vytvoření nových potřeb spotřebitele a tedy zájmu o své výrobky. Na druhé straně americká společnost trpí podfinancovaným školstvím a nedostatkem péče o veřejná prostranství. Galbraith radí tento poměr mezi soukromou
hojností a veřejnou chudobou narovnat.

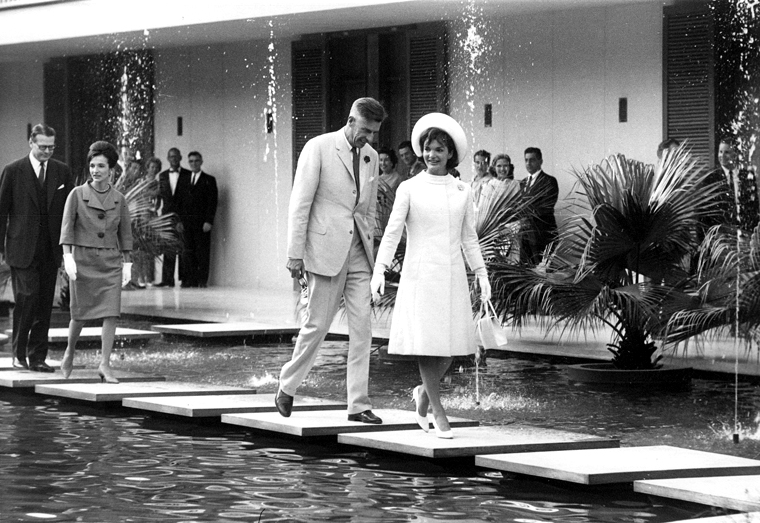
Jacqueline Kennedy na diplomatické návštěvě Indie a Pákistánu (Nové Dillí, 1962).

V roce 1960 se Galbraith stal poradcem a pisatelem proslovů Johna F. Kennedyho. O rok později byl prezidentem jmenován velvyslancem USA v Indii. Zde se Galbraithova tvorba odebrala trochu jiným směrem. Napsal například román The Scotch (1964) o skotské komunitě v Ontariu či knihu o historii indického malířství Indian Painting: The Scene, Themes and Legends (1968). Na jeho doporučení podnikla první dáma USA Jacqueline Kennedy diplomatickou cestu do Indie a Galbraith díky této návštěvě navázal blízké styky s prezidentem Néhrúem. Jeho pobyt v Indii byl však předčasně ukončen po prezidentově smrti.
V roce 1964 se Galbraith stal poradcem prezidenta Lyndona B. Johnsona. V jeho administrativě měl na starosti boj proti chudobě. V roce 1967 se však s prezidentem rozešel kvůli nesouhlasu s válkou ve Vietnamu a stal se vůdcem protiválečného hnutí. V této souvislosti vydal knihu How to Get Out of Vietnam: A Workable Solution to the Worst Problem of our Time (1967). Ve stejném roce také dokončil svou poslední knihu své slavné trilogie Nový industriální stát (1967). Zde je ústřední myšlenkou sílící role tzv. technostruktury v moderní ekonomice, tedy znalostních pracovníků, bez kterých se moderní korporace neobejde. Tato nová „vrstva“ přebírá iniciativu a postupně vytlačuje původní motivy podnikatelů, kteří kdysi svou firmu řídili jako jeden celek. Opouští se ziskový motiv a je sledován cíl rozšiřování korporace, neboť technostruktuře jde spíše o růst moci, platů a prestiže než o čistý zisk společnosti. Moc technostruktury je založena na lidském kapitálu. Velké korporace představují stále větší část trhu a pro své obrovské investice nezbytně potřebují stabilitu. Sektor korporací (Galbraith označuje jako plánovitý sektor) se snaží potlačit konkurenční a tudíž nestabilní část trhu (tzv. tržní sektor), která se svým chováním podobá
neoklasickému modelu. Korporace se stále více spoléhá na dlouhodobé plánování. Na tomto základě Galbraith
dochází k teorii konvergence, postupném spoléhání tržní ekonomiky na plánování, zatímco centrálně plánované ekonomiky si uvědomují nedostatky svého systému a snaží se zavádět do hospodářství tržní prvky. Nakonec podle Galbraitha dojde ke vzniku „nového industriálního státu“.

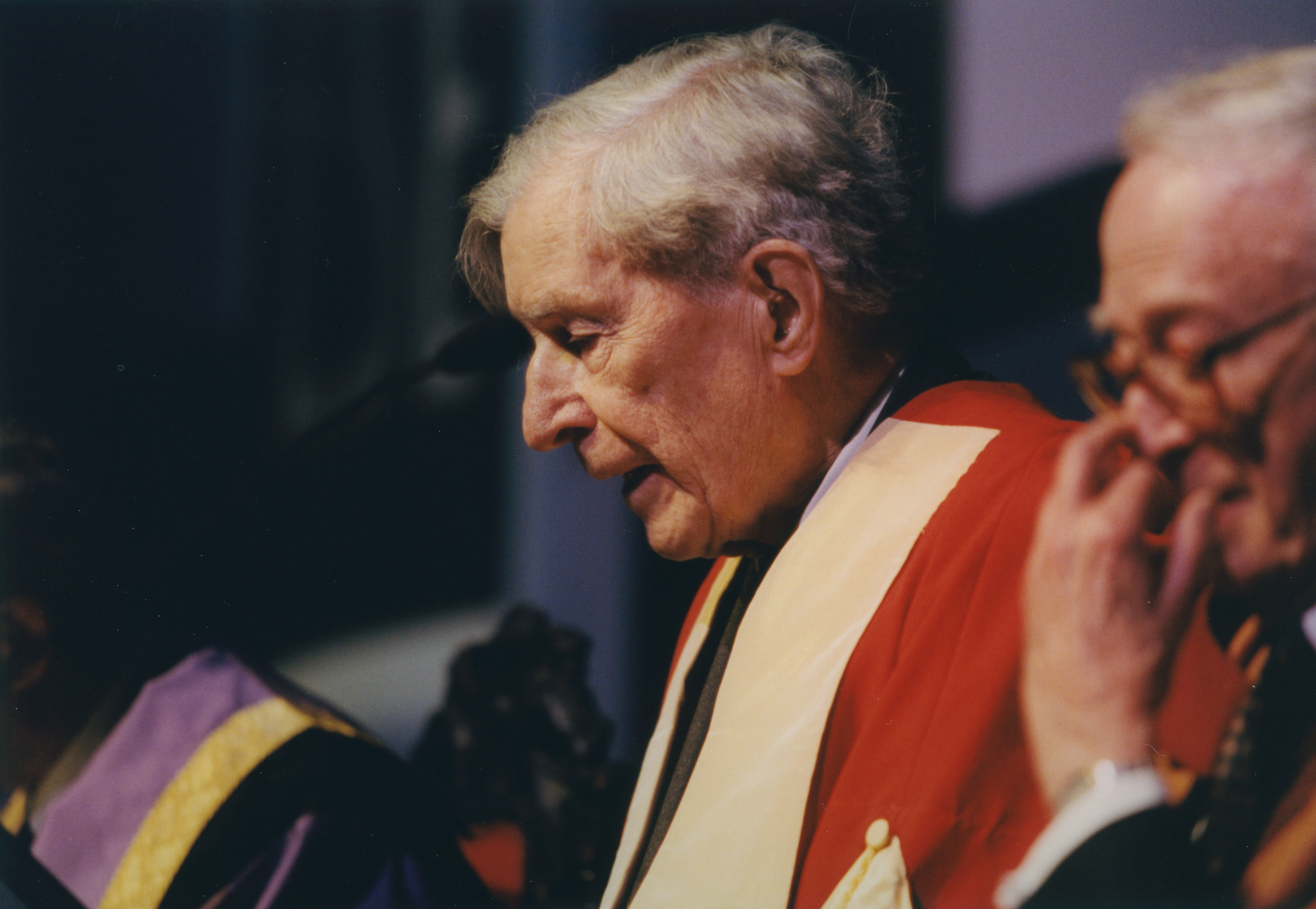
Profesor Galbraith pronáší řeč po přijetí čestného titulu od London School of Economics.

Koncem 60. let Galbraithův vliv v politice slábl. Pracoval jen na kampani senátora McCarthyho a McGoverna či na prezidentské kampani neúspěšného kandidáta Demokratické strany Mo Udalla. Jeho menší vliv v politice byl postupně vyvážen řadou profesních uznání. V roce 1972 se stal prezidentem Americké ekonomické asociace. V roce 1976 byl oceněn „Veblen-Commons award“ od Asociace evoluční ekonomie. O rok později pro PBS/BBC natočil patnáctidílný seriál The Age of Uncertainty, ve kterém diváky provádí ekonomickým vývojem 20. století. Během 70. let vydal několik dalších knih, např. Economics and the Public Purpose (1973), Almost Everyone’s Guide to Economics (1978), The Nature of Mass Poverty (1979). V roce 1978 také pomohl založit Journal of Post Keynesian Economics, odborné periodikum, které se brzy stalo hlavní publikací pro post-keynesiánské ekonomy. V roce 1982 byl zvolen, jako první ekonom, členem prestižní Americké akademie umění a literatury a o dva roky později i jejím prezidentem. V roce 1983 v knize The Anatomy of Power (1983) vysvětluje povahu moci a její vztah k ekonomickému a politickému systému. Další ekonomickou osvětou jsou knihy Economics in Perspective: A Critical History (1987),
A Journey Through Economic Time: A Firsthand View (1994) a Name-dropping: From F.D.R. On (1999), kde čtenáře seznamuje s dějinami ekonomického myšlení a historií hospodářských politik 20. století v USA.
Zemřel 29. dubna 2006 v Cambridge, Massachusetts.
Jako jeden z mála lidí byl oceněn prezidentskou medailí Svobody dvakrát, v roce 1946 a 2000,
za ekonomické zásluhy.